# Comatula purpurea
Comatula purpurea is een haarster uit de familie Comatulidae.
De wetenschappelijke naam van de soort werd in 1843 gepubliceerd door Johannes Peter Müller.